# Rareș Fortuneanu
Rareș Dan Fortuneanu, más conocido como Rareș Fortuneanu, (Cluj-Napoca, 19 de diciembre de 1978) es un exjugador de balonmano rumano que jugaba de central. Su último equipo fue el Saint-Raphaël VHB, y fue un componente de la selección de balonmano de Rumania. Actualmente ejerce de entrenador del Saint-Raphaël VHB.

## Clubes

### Como jugador
| Club                  | País    | Año         |
| --------------------- | ------- | ----------- |
| Ştiinţa Bacău         | Rumania | 1997 - 2000 |
| Dinamo Bucarest       | Rumania | 2000 - 2002 |
| Maccabi Rishon LeZion | Israel  | 2002 - 2003 |
| Dinamo Bucarest       | Rumania | 2003 - 2004 |
| Saint-Raphaël VHB     | Francia | 2004 - 2013 |

### Como entrenador
| Club                           | País    | Año         |
| ------------------------------ | ------- | ----------- |
| Selección de Rumania (adjunto) | Rumania | 2014        |
| Saint-Raphaël VHB (adjunto)    | Francia | 2014 - 2019 |
| Saint-Raphaël VHB              | Francia | 2019 - 2022 |
| Selección de Rumania           | Rumania | 2019 - 2021 |